# Guy Gavriel Kay
Guy Gavriel Kay (n. 7 noiembrie 1954, Weyburn⁠(d), Saskatchewan, Canada) este un scriitor canadian de ficțiune fantasy. Majoritatea romanelor sale au loc în cadre fictive care seamănă cu locuri reale în perioadele istorice reale, cum ar fi Constantinopolul în timpul domniei lui Iustinian I sau Spania în timpul lui El Cid. Kay și-a exprimat preferința de a evita clasificarea acestor opere ca fantezie istorică.  Kay a publicat 14 romane și o carte de poezie. Lucrările sale au fost traduse în peste 30 de limbi.

## Biografie
Kay s-a născut în Weyburn, Saskatchewan, și a crescut în Winnipeg, Manitoba, Canada.
Când Christopher Tolkien a avut nevoie de un asistent pentru a edita lucrarea nepublicată a tatălui său, J. R. R. Tolkien, l-a ales pe Kay, pe atunci student la filosofie la Universitatea din Manitoba. Kay s-a mutat la Oxford în 1974 pentru a-l ajuta pe Tolkien la editarea volumului Silmarillion.
S-a întors în Canada în 1975 pentru a lua o diplomă în drept la Universitatea din Toronto. A fost angajat de baroul din Ontario în 1981.
Kay a fost scenaristul principal și producător asociat pentru un serial radio al Canadian Broadcasting Corporation, The Scales of Justice, și a continuat ca scenaristul principal când seria a fost televizată.
În 1984, a fost publicată prima lucrare fantastică a lui Kay, The Summer Tree, primul volum al trilogiei The Fionavar Tapestry.

### Romane
- The Fionavar Tapestry -un portal de fantezie prin care cinci călătoresc de pe Pământul nostru către „prima din toate lumile”
  - The Summer Tree (1984)
  - The Wandering Fire (1986), câștigător al Premiului Aurora din 1987 [9]
  - The Darkest Road (1986)
- Tigana (1990), care se desfășoară într-un cadru bazat pe Italia renascentistă
- A Song for Arbonne (1992), inspirat de cruciada albigensiană din Provența medievală
- The Lions of Al-Rassan (1995), stabilit într-un analog al Spaniei medievale
- The Sarantine Mosaic, inspirat de Bizanțul lui Iustinian I
  - Sailing to Sarantium (1998)
  - Lord of Emperors (2000)
- The Last Light of the Sun (2004), inspirat de invaziile vikingilor din timpul domniei lui Alfred cel Mare
- Ysabel (2007), o fantezie contemporană situată în Provence, centrată pe un băiat adolescent și întâlnirile sale cu personaje din trecutul îndepărtat. Legat de seria Fionavar Tapestry.
- Under Heaven (27 aprilie 2010), inspirat de dinastia Tang din secolul al VIII-lea și de evenimentele care au dus la rebeliunea An Shi
- River of Stars (2 aprilie 2013), care se desfășoară în același cadru ca Under Heaven, bazat pe dinastia Song din secolul al XII-lea și evenimentele din jurul războaielor Jin-Song și tranziția de la dinastia Song de Nord la Song de Sud
- Children of Earth and Sky (10 mai 2016), care se desfășoară în aceeași lume ca Leii lui Al-Rassan, Mozaicul sarantin și Ultima lumină a soarelui și care se desfășoară într-o lume bazată pe Italia, Istanbul și Balcani în secolul al XV-lea
- A Brightness Long Ago (14 mai 2019), prequel al romanului Children of Earth and Sky (Copiii Pământului și ai Cerului)[10]

### Poezie
- Beyond This Dark House (2003), o colecție

## Lista parțială de nominalizări, premii și distincții

### Premii
- Kay a câștigat Premiul Scales of Justice din 1985 pentru cel mai bun tratament media al unei probleme juridice, Comisia canadiană de reformă a dreptului, 1985, pentru Second Time Around.[11]
- The Wandering Fire  a câștigat Prix Aurora din 1987 la categoria cea mai bună ficțiune speculativă în limba engleză.[9]
- Kay a câștigat Premiul Aurora din 1991 pentru cel mai bun roman pentru Tigana .
- Kay a fost finalist pentru White Pine Award în 2007 pentru Ysabel.
- Romanul Ysabel a câștigat premiul premiul World Fantasy 2008 pentru cel mai bun roman.[12]
- Kay a câștigat, de asemenea, Premiul internațional Goliardos pentru contribuțiile sale la literatura fantastică internațională.[13]
- Under Heaven a câștigat Premiul Sunburst în 2011[14] și a fost pe lista lungă pentru premiul IMPAC/Dublin Literary.[15]
- Kay a primit Ordinul Canadei în 2014 „pentru contribuțiile sale la domeniul ficțiunii speculative ca autor celebru la nivel internațional”.[16]
- Under Heaven a câștigat Premiul Elbakin din 2015 în Franța.[17]
- River of Stars a câștigat Premiul Elbakin din 2017 în Franța.[18]
- Under Heaven  a fost numit cel mai bun roman fantastic al anului de către The American Library Association (Asociația Americană a Bibliotecilor)[19] și a fost Cartea anului a SF Book Club

### Nominalizări
- Kay a fost nominalizat de mai multe ori la Premiul Mythopoeic Fantasy pentru literatura pentru adulți.
- Kay a fost nominalizat de patru ori la Premiul World Fantasy, și l-a câștigat în 2008 pentru Ysabel.
- Kay a fost nominalizat de mai multe ori la Premiul Canadian Sunburs.[11]

### Interviuri
- Interviu la Boomtron.com
- Interview on the now-defunct Event Horizon la Wayback Machine (archived 4 octombrie 1999)
- Interviu de Raymond H. Thompson Arhivat în 27 ianuarie 2013, la Wayback Machine. la Biblioteca din Rochester
- Podcast World Fantasy 2008

## Vezi și
- Listă de scriitori de literatură fantastică
- Listă de scriitori canadieni de literatură științifico-fantastică și fantastică